# Miroslav Radošević
Miroslav Radošević (in serbo Мирослaв Рaдошевић?; Užice, 6 febbraio 1973) è un ex cestista e allenatore di pallacanestro serbo.

## Carriera
Con la Jugoslavia ha disputato i Campionati europei del 1997.

## Palmarès
- Coppa di Jugoslavia: 2

Partizan Belgrado: 1999, 2000